# حماقت‌خانه آلمایر (فیلم)
حماقت‌خانه آلمایر (فرانسوی: La Folie Almayer‎) فیلمی درام به کارگردانی شانتال آکرمن محصول مشترک فرانسه و بلژیک است که سال ۲۰۱۱ منتشر شد. از بازیگران آن می‌توان به استانیسلاس مرار اشاره کرد. فیلم بر پایهٔ رمانی به همین نام اثر جوزف کنراد ساخته و نامزد چهار جایزه ماگریت شده‌است.